# أل بيريرا
أل بيريرا (بالإنجليزية: Al Pereira)‏ هو مصارع محترف أمريكي، ولد في 8 أغسطس 1906 في هالف موون باي في الولايات المتحدة، وتوفي في 15 يناير 1990 في Multnomah, Portland, Oregon ‏ في الولايات المتحدة.

## وصلات خارجية
- أل بيريرا على موقع WrestlingData.com (الإنجليزية)